# رشته‌کوه مویای شمالی
رشته‌کوه مویای شمالی (روسی: Се́веро-Му́йский хребе́т) یک رشته‌کوه در بوریاتیای کشور روسیه است.